# Isaac Merritt Singer

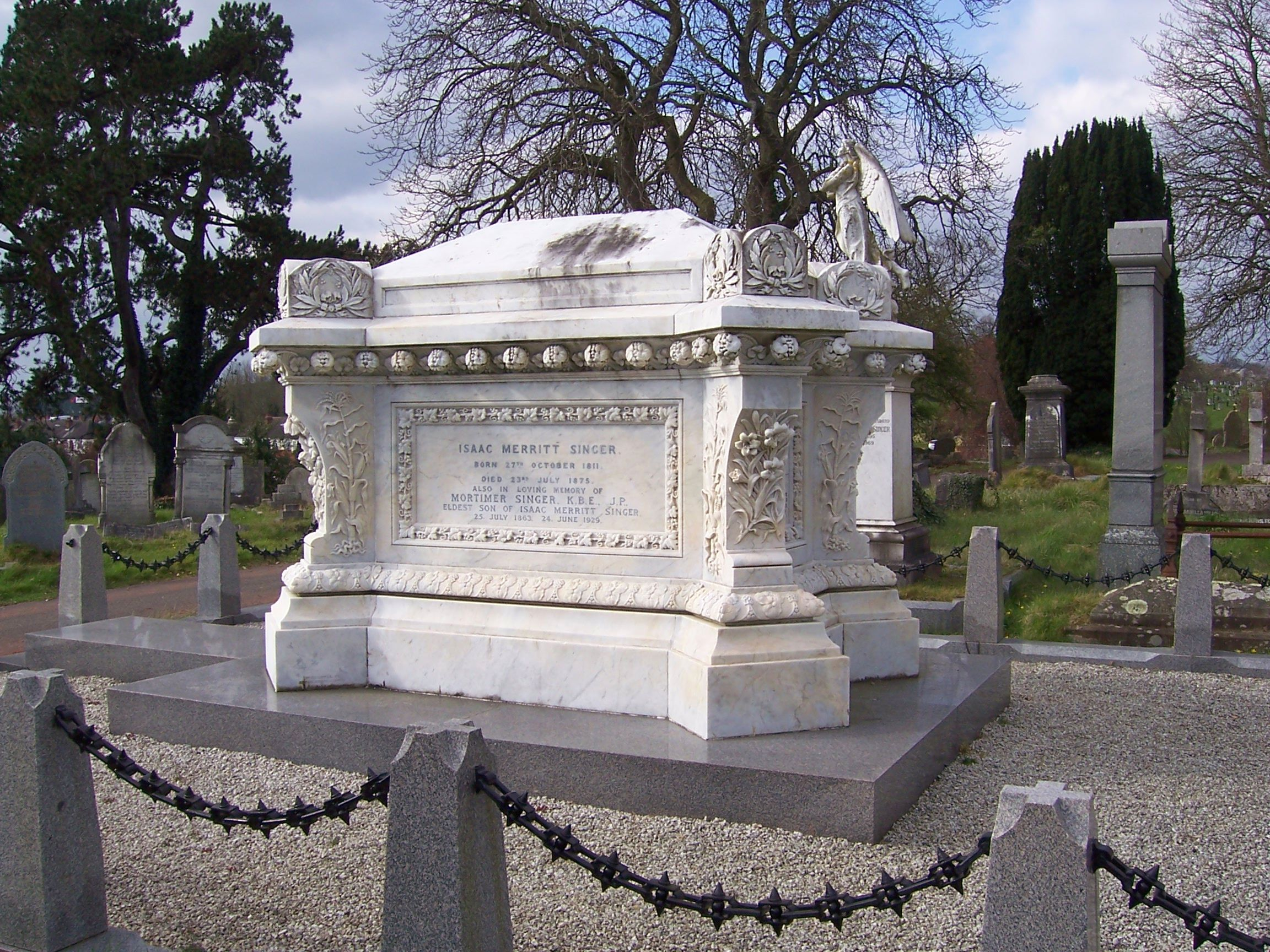
Grób Issaka Singera na cmentarzu w miejscowości Torquay, Anglia

Isaac Merritt Singer (ur. 27 października 1811 w Pittstown w stanie Nowy Jork, zm. 23 lipca 1875 w Paignton) – amerykański przedsiębiorca, konstruktor oraz wynalazca współczesnej maszyny do szycia, twórca Singer Corporation.

## Przypisy

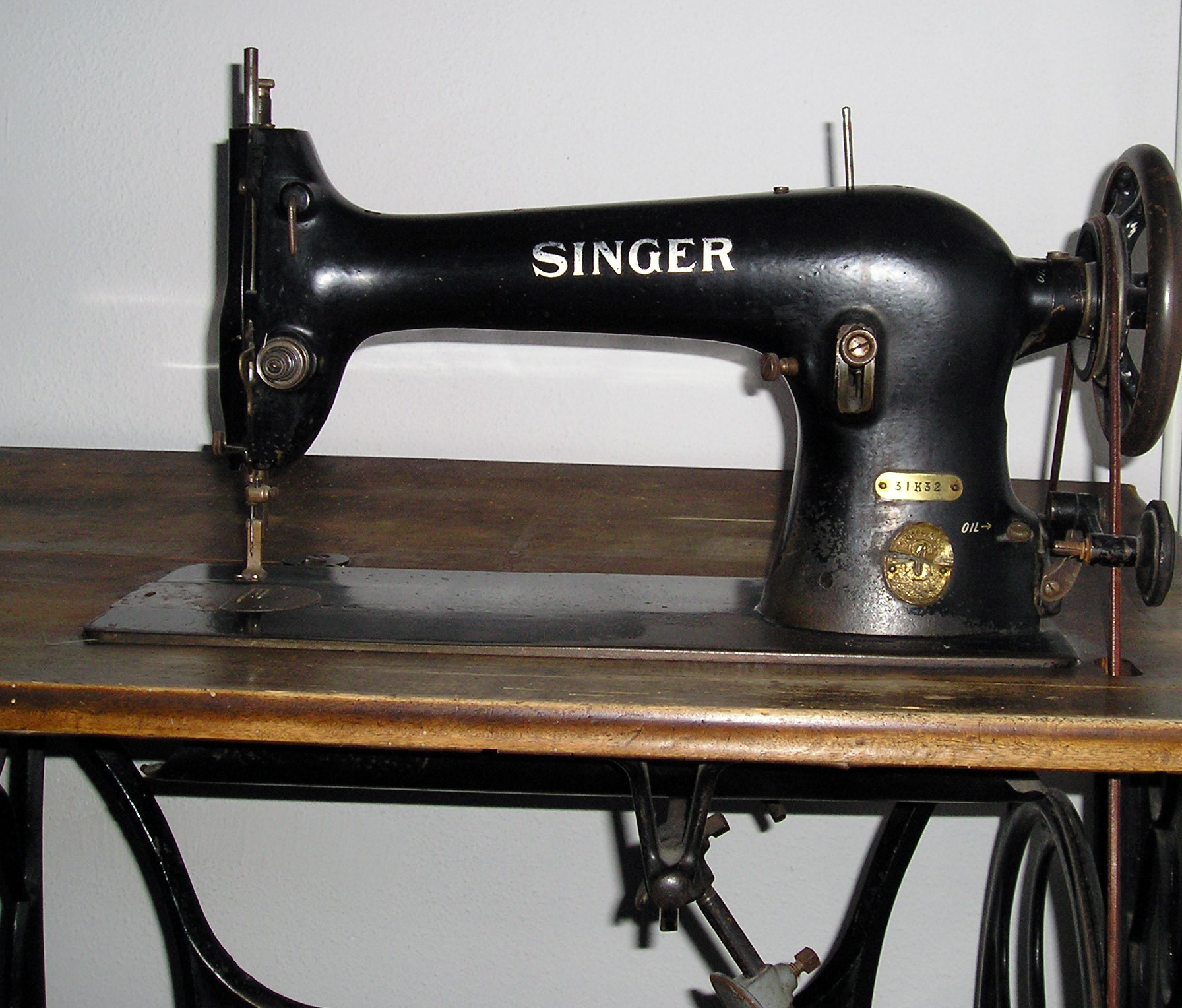
Maszyna do szycia Singer Corporation